# Elise Richter
Elise Richter (Wenen, 2 maart 1865 – Concentratiekamp Theresienstadt, 23 juni 1943) was een filoloog. Richter was de dochter van dr. Maximilian Richter en Emilie Lackenbacher. Haar zus was Helene Richter die Engelse literatuur en toneel vertaalde.

## Opleiding
In 1891 kreeg Richter toestemming om als gaststudent een aantal lezingen aan de Universiteit van Wenen bij te wonen. Toen in 1896 ook vrouwen eindexamen mochten doen, deed ze als 31-jarige student (en als eerste vrouw) eindexamen aan het Akademischen Gymnasium in Wenen. Een jaar later - in 1897 - werden vrouwen ook toegelaten aan de filosofische faculteit van de Universiteit van Wenen. Richter ging Romaanse talen studeren; ze studeerde af in 1901.
In 1905 was ze de eerste vrouw die de habilitatie ontving voor haar werk over Romaanse talen. Ze werd in 1907 de eerste vrouwelijke docent (of assistent-hoogleraar) en in 1921 "buitengewoon hoogleraar" hoewel ze nooit werd aangesteld als gewoon professor.

## Werk en politiek
Later leidde Richter het Phonetische Institut waar ze de fysiologische en psychologische basis van spraak onderzocht. Als in 1929 een leerstoel voor romaanse literatuurwetenschap vrijkomt aan de Universiteit van Innsbruck was er in heel Oostenrijk geen andere romanist die de habilitatie had ontvangen dan de 61-jarige Richter. Zij kwam echter op grond van haar leeftijd niet voor de positie in aanmerking.
Richter was ook politiek actief. Vanaf 1920 was ze voorzitter van het Verband der Akademikerinnen Österreichs (Vereniging voor Oostenrijkse vrouwelijke wetenschappers). In 1927 riep ze op een vrouwenpartij op te richten. Ze zag zichzelf echter niet als feminist.

## Overlijden
Na de Anschluss en de introductie van nazistisch antisemitisch (staats)beleid in Oostenrijk waardoor mensen van Joodse origine geen deel meer mochten nemen aan het openbare leven, werd Richter ontslagen als professor. Op 9 oktober 1942 werd ze samen met haar zus Helene - die bij haar in woonde - gedeporteerd naar concentratiekamp Theresienstadt. Daar overleed ze op 23 juni 1943.

## Eerbetoon
Het Elise Richter- programma van het Oostenrijkse Fonds zur Förderung der wissenschaftlichen Forschung (FWF), dat financiële steun geeft aan vrouwen die studeren om hoogleraar te worden, is naar haar vernoemd.